# Dynamiczne 1BA
Dynamiczne 1BA (ang. "Dynamic 1NT") to jedna z podstawowych konwencji systemowych systemu licytacyjnego Romex w brydżu.
Otwarcie 1BA pokazuje:
- 18-21PH w układzie niezrównoważonym, 4-5LP i 5+ kontroli (A = 2, K = 1),
- 19-20PH w układzie zrównoważonym, zazwyczaj 6 kontroli.

Pierwsze odpowiedzi wyglądają następująco:
```
2♣  - 0-1 kontroli, 0-6PH,
2
♦
  - 0-1 kontroli, 7-15PH,
2
♥
  - 2 kontrole (z jednym asem i mniej niż sześcioma punktami należy licytować 2♣),
2♠  - 3 kontrole,
2BA - 4 kontrole w dwóch kolorach (AK w jednym kolorze i K w drugim lub 2 asy),
3♣  - 4 kontrole trzech kolorach (A i dwa króle lub 4 króle),
3
♦
  - 5 kontroli,
3
♥
  - 6 kontroli,
3♠  - 7 kontroli.
```

Odpowiedź 2♣ jest jedyną odpowiedzią, która nie forsuje do końcówki.
W systemach polskich (WJ) Dynamiczne BA jest używane po sektencji 1♣(wieloznaczne)-1♦(negat)
Odpowiedzi:
```
2♣ - powtórny negat 0-3 PC 
2
♦/♥
 - 4-6 PC, transferowe wskazanie 4+
♦/♥

2♠ - 4-6 PC, bez starszej czwórki, układ niezrównoważony
2BA - 4+ PC, bez starszej czwórki, układ zrównoważony
3♣/
♦
 - 7+PC, 5+kolor bez bocznej czwórki
3
♥
♠ - 7+PC, krótkość co najmniej 5-4 na młodszych kolorach
```